# Cophixalus bewaniensis
Cophixalus bewaniensis är en groddjursart som beskrevs av Kraus och Allison 2000. Cophixalus bewaniensis ingår i släktet Cophixalus och familjen Microhylidae. IUCN kategoriserar arten globalt som otillräckligt studerad. Inga underarter finns listade i Catalogue of Life.